# Метальникова Інна Олегівна
І́нна Оле́гівна Мета́льникова (* 1991) — українська трекова велосипедистка, представляє Україну на міжнародних змаганнях.

## З життєпису
Народилася 1991 року в місті Бориспіль.
Змагалася на чемпіонаті Європи з легкої атлетики 2013 року, Чемпіонаті Європи з трекового велоспорту-2015 та Чемпіонаті Європи з трекового велоспорту-2016 в особистому та командному переслідуванні.
Представляла свою країну на Чемпіонаті світу з велосипедного спорту на треку 2015 року.
2013 рік — 2-га в командній гонці-переслідуванні, Чемпіонат Європи U23 на треку (за участю Олени Демидової, Анжели Приймак та Ганни Соловей.
2014 рік — Чемпіонат України з велоспорту на шосе в індивідуальній гонці на час — 3-тє місце.